# Petrolejové lampy (film)
Petrolejové lampy je český film natočený režisérem Jurajem Herzem v roce 1971 na motivy stejnojmenného psychologického románu Jaroslava Havlíčka. Snímek se dostal do výběru filmů pro Filmový festival v Cannes za rok 1972.
V příběhu z malého města je hlavní hrdinkou velmi živá dívka Štěpa (Iva Janžurová), která si po dlouhém čekání na nápadníka vezme fešáka oficíra Pavla (Petr Čepek). Jak se však ukáže, muž je nakažen syfilidou a kromě toho, že nedokáže uspokojit manželku, trpí depresemi a postupuje u něho progresivní paralýza. Pro příběh podle scénáře Václava Šaška oproti románu je typické potlačení regionální roviny – o městě se nemluví přímo jako o Jilemnici a to podpořil i fakt, že samotné natáčení proběhlo v Benátkách nad Jizerou – a jeho epická první část je zredukována na naprosté minimum.

## Herecké obsazení
| Iva Janžurová       | Štěpa                |
| Petr Čepek          | Pavel Malina         |
| Ota Sklenčka        | otec Kilián          |
| Marie Rosůlková     | matka Anna Kiliánová |
| Vladimír Jedenáctík | strýc Malina         |
| Karel Chromík       | bratranec Jan        |
| Jana Plichtová      | Manka                |
| Evelyna Steimarová  | Karla                |
| Karel Černoch       | Synáček              |
| Josef Laufer        | Xaver                |
| Stanislav Remunda   | Groman               |
| Jan Schánilec       | Jiří                 |
| Míla Myslíková      | Hilmarová            |
| Josef Červinka      | Hilmar               |
| Karel Augusta       | lékař                |
| Václav Vondráček    | Machoň               |
| Jana Sedlmayerová   | Blodková             |
| Marie Hübschová     | Eliščina matka       |
| Václav Halama       | kočí                 |
| Věra Dvořáková      | role neurčena        |
| Petra Kodýmová      | Pavlova dcerka       |
| Marie Mottlová      | jeptiška             |
| Václav Štekl        | Mourek               |
| Jan Kotva           | role neurčena        |

## Produkce
Režisér Juraj Herz v rozhovoru uvádí, že pro něj byla Iva Janžurová jistou volbou pro hlavní ženskou roli, neměl však jasno v otázce hlavní mužské role. Myslel si, že ji bude hrát Eduard Cupák. Když se tou dobou seznámil s Petrem Čepkem, hlavní roli mu nabídl. Menší problém byl v tom, přesvědčit Petra Čepka ke změně navyklého způsobu hraní, v jeho dřívějších rolích se díky své výrazné tváři nemusel příliš mimicky projevovat. Režisérovi dlouho trvalo, než mu vštípil svou představu o roli Pavla Maliny. Ivu Janžurovou znal Juraj Herz ze svého debutního dlouhometrážního filmu Znamení Raka (1966), kde hrála jednu z hlavních rolí, a pokládal ji v té době za nejlepší českou herečku. Plánoval ji dosadit i do svého zamýšleného filmu Morgiana (1972).
Herz vypráví, že během natáčení nebyl na film kladen příliš velký tlak (finanční ani časový), takže si mohli dovolit čekat na ideální počasí. Bylo zapotřebí slunečného počasí, to však dlouho nepřicházelo a tak se počáteční scéna v parku točila po týdnech s umělým osvětlením, navíc v době, kdy ze stromů padalo listí.
Karel Černoch hovoří o tom, že obdivoval tvorbu Juraje Herze, která byla ve své době velmi svérázná a ne vždy pozitivně vnímaná. Měl od něj slíbenou roli ve filmu, kde by hrál začínajícího zpěváka populární hudby, který se upíše ďáblu výměnou za svůj úspěch. Vzhledem k událostem po pražském jaru 1968 a následné normalizaci z tohoto plánu sešlo. Karel Černoch pak dostal roli „Synáčka“ v Petrolejových lampách, přestože nebyl příliš zkušený herec. To režisérovi Herzovi nijak napřekáželo. Karel Černoch se přiznává, že nezvládl závěrečné postsynchrony, takže ve filmu jej mluví Jaroslav Satoranský.
Scenárista Václav Šašek mluví o tom, že jej velmi zaujal román Petrolejové lampy Jaroslava Havlíčka a když bylo později schváleno jeho natáčení, opět si toto rozsáhlé literární dílo přečetl. Chvíli byl na pochybách, jestli se povede románovou předlohu převést do filmové podoby. Musel vypustit několik motivů z knihy a text pro filmové účely „osekat až na dřeň“. Když psal scénář, nedovedl si představit, kdo bude hrát hlavní ženskou roli (Štěpu), která je v románu vyobrazena sice jako poněkud hřmotná a neohrabaná žena, zato se zlatou povahou. Režisér Juraj Herz román zřejmě nečetl a nebyl tak zatížen fixní představou specifické role, proto dosadil Ivu Janžurovou. Tuto volbu Václav Šašek oceňuje, souhlasí, že šlo o jedinečnou herečku. S obsazením role hejtmana Maliny Petrem Čepkem se Šašek s Jurajem Herzem shodl a domnívá se, že Čepek zde předvedl vrcholný výkon své herecké kariéry.
Petr Čepek v jednom rozhovoru zmínil, jak zahrál tabickou chůzi. V době vzniku filmu, dávno v éře antibiotik, se téměř nikdo s terciárním stádiem syfilis nesetkal. Juraj Herz našel starého profesora, který mu chůzi předvedl, a Čepek ji pak hrál "jako přes kopírák".
Václav Šašek poznamenává, že ústřední dramaturg barrandovského studia Ludvík Toman nechal z filmu vystřihnout jednu scénu, která byla dle jeho názoru velmi pěkná. Konkrétně moment, kdy se Malina chce pokusit o sebevraždu skokem ze skály a nenajde k tomu odvahu. Nalezne ho Štěpa a na zádech ho odnáší dolů. Nevyzpytatelný Toman v této dojemné scéně nepochopitelně viděl sexuální akt a nařídil ji vystřihnout. Po dokončení byl film promítnut sovětské filmařské delegaci, jejíž vedoucí ho očernila, protože „problém syfilis (jedno z témat ve filmu) je v Sovětském svazu vyřešen.“ Naprosto nepochopila, že snímek je především o něčem jiném.